# Vriesea scalaris
Vriesea scalaris là một loài thuộc chi Vriesea. Đây là loài bản địa của Brasil và Venezuela.

## Giống
- Vriesea 'April's Fire'
- Vriesea 'Retroflexa'
- Vriesea 'Weyringeriana'